# 月刊いちかわ
『月刊いちかわ』は、千葉県市川市で初号(1970年1月号)から594 号(2019年5月号)まで発行されていたタウン誌。
初期の編集発行人は吉清英夫。ただし、途中から、発行人／吉清英夫　編集長／吉清太郎（英夫の息子）になった。
編集部の所在地は、以下の通り。
1. 千葉県市川市市川2-30-2
2. 千葉県市川市市川1-8-10 3F
3. 千葉県市川市真間1-5-7-204

バックナンバーは以下に所蔵されている。
- 国立国会図書館所蔵 180 号(1984 年 12 月号)~594 号(2019 年 5 月号)
- 市川市立図書館所蔵 1970 年 1 月号~2019 年 5 月号